# La última frontera
La última frontera es una película española de 1992 dirigida por Manuel Cussó-Ferrer. Protagonizada por Francesca Neri, Antonio Chamorro y Quim Lecina, relata los últimos días en la vida del filósofo Walter Benjamin. La cinta ganó dos Premis de Cinematografia de la Generalitad de Cataluña, en las categorías de mejor música y mejor fotografía.

## Sinopsis
El filósofo Walter Benjamin y otro grupo de personas siguen una ruta forestal hasta la comuna francesa de Banyuls-sur-mer, donde supuestamente estarán a salvo de los nazis mientras logran llegar a Portugal y embarcarse hasta América. Sin embargo, este será el último viaje de Benjamin, pues en septiembre de 1940 se suicida en la pequeña población de Portbou ante el terror de ser repatriado.

## Reparto principal
- Francesca Neri es Asja Lacis
- Quim Lecina es Walter Benjamin